# Niesamowite historie (amerykański serial telewizyjny)
Niesamowite historie (ang. Amazing Stories) – amerykański serial telewizyjny z gatunku fantasy, science fiction i horror emitowany po raz pierwszy w latach 1985-1987. W polskiej telewizji, serial z polskim lektorem emitowała w latach 90. telewizja RTL7.
Pomysłodawcą serialu, a także jednym z reżyserów był Steven Spielberg. Serial składa się z 45 niepowiązanych ze sobą trzydziestominutowych odcinków wyreżyserowanych przez różnych reżyserów.
Serial był nominowany do Nagrody Emmy 19 razy, z czego 8 otrzymał nagrody.